# Bataille de Brovary
Invasion de l'Ukraine par la Russie de 2022, offensive de Kyïv
Batailles
Offensive de Kiev (Jytomyr, Kiev) : 
- 1re Hostomel
- Tchernobyl
- Ivankiv
- Kiev
- 2e Hostomel
- Vassylkiv
- Boutcha
- Irpin
  - Bombardement de réfugiés
- Jytomyr
- Mochtchoun
- Makariv
- Brovary

Offensive du Nord (Tchernihiv, Soumy) :
- Hloukhiv
- Slavoutytch
- Bombardements
- Soumy
- Trostianets
- Tchernihiv
- Okhtyrka
- Lebedyn
- Konotop
- Romny
- Desna
- Escarmouches frontalières

Russie  (Briansk, Belgorod) :
- Incursions en Russie occidentale
  - Oblast de Briansk
  - Oblasts de Belgorod et de Koursk
    - Incursions de 2024

  - Bombardement de Belgorod
- Oblast de Koursk (août 2024)

Campagne de l'Est (Donetsk, Louhansk, Kharkiv)
Kharkiv :
- 1re Kharkiv
  - Tchouhouïv
  - Bombardements : en février
  - en mars
  - en avril
  - du bâtiment administratif
- Izioum
- 2e Kharkiv
  - Balaklia
  - 1re Koupiansk
  - Chevtchenkove
- 3e Kharkiv

Nord du Donbass:
- Starobilsk
- Sloviansk
  - Dovhenke
  - 1re Lyman
  - Sviatohirsk
  - Bohorodychne et Krasnopillia
  - Bombardements : Bilohorivka
  - Kramatorsk
- Sievierodonetsk
  - Kreminna
  - Donets
  - Roubijné
  - Popasna
  - Tochkivka
  - Massacre
- Lyssytchansk
- 2e Kharkiv
  - Balaklia
  - 1re Koupiansk
  - Chevtchenkove
  - 2e Lyman
- Oblast de Louhansk
  - Ligne Svatove-Kreminna
  - Serebryansky
  - 2e Koupiansk

 Centre du Donbass:
- Horlivka
- Popasna
- Svitlodarsk
- Bakhmout
  - Soledar
- Siversk
- Tchassiv Iar
- Toretsk
- Kourakhove
- Velyka Novossilka
- Novopavlivka

Sud du Donbass :
- Volnovakha
- Marioupol
  - Bombardements : de l'hôpital
  - du théâtre
  - de l'école d'art
- Pisky
- Vouhledar
  - Pavlivka
- Marïnka
- Contre-offensive de 2023
- Avdiïvka
- Novomykhaïlivka
- Pokrovsk
  - Krasnohorivka
  - Toretsk
- Bombardements :
- Makiïvka
- Donetsk

Campagne du Sud (Mykolaïv, Kherson, Zaporijjia)
- 1re Kherson
- Odessa
- Melitopol
- Mykolaïv
  - Bombardements : à fragmentation
  - du bâtiment administratif
- 1re Berdiansk
- Zaporijjia
- Tchornobaïvka
- Enerhodar
- Voznessensk
- Houliaïpole
- Davydiv Brid
- 2e Berdiansk
- Nova Kakhovka
- 2e Kherson
  - Doudtchany
- Dniepr
- Tchoulakivka
- Contre-offensive de 2023
  - Robotyne

Frappes aériennes dans l'Ouest et le Centre de l'Ukraine
- Lviv (02/2022)
- Vinnytsia (03/2022)
- Yavoriv (03/2022)
- Deliatyne (03/2022)
- Dnipro
- Rivne

Guerre navale
- Île des Serpents (02/2022)
- Moskva (04/2022)

Attaques en Crimée
- Novofedorivka (08/2022)
- Djankoï (08/2022)
- Pont de Crimée (10/2022)
- Base navale de Sébastopol (10/2022)
- Pont de Crimée (07/2023)
- Base navale de Sébastopol (09/2023)

Débordement
- Aéroport de Millerovo
- Sabotages en Russie
- Attaques en Transnistrie
- Sabotage des gazoducs Nord Stream
- Terrain d'entraînement militaire de Soloti
- Explosions en Pologne
- Bases aériennes de Dyagilevo et Engels-2
- Base aérienne de Minsk-Matchoulichtchi
- Crise russo-moldave de 2023
  - Accusations de tentative de coup d'État en Moldavie
- Incident de drone de 2023 en mer Noire
- Rébellion du groupe Wagner

Massacres
- Tchernihiv
- Boutcha
- Borodianka
- Olenivka
- Izioum

La bataille de Brovary est un engagement militaire s'étant déroulé du 9 mars au 1er avril 2022 dans le cadre de l'offensive de Kiev lors de l'invasion russe de l'Ukraine en 2022. La bataille se déroule près de la ville de Brovary qui est située à l'est de la capitale ukrainienne, Kiev.

## Contexte
Le 24 février 2022, la Russie lance une offensive d'ampleur en Ukraine, attaquant Kiev en trois axes : au nord-ouest de la capitale le district militaire est et les unités de VDV atteignent la rivière Irpine en périphérie de la capitale. Pendant ce temps, les 2e armée et 41e armée combinée entre dans les oblasts de Soumy et Tchernihiv et tentent d'atteindre la capitale par l'est. Les unités de la 41e armée sont retenues au nord-est de Kiev par la 1re brigade de chars ukrainienne lors de la bataille de Tchernihiv tandis que la 2e armée progresse rapidement, passant par Romny et Konotop mais leurs lignes, étirées et leurs flancs non sécurisés subissent les attaques ukrainiennes notamment de la 58e brigade motorisée. Le 28 février, les forces russes atteignent les communes de Nijyn et Prylouky où ils rencontrent une forte résistance. À partir du 3 mars, les forces parviennent en périphérie de Brovary. La ville, croisement entre l'autoroute M01 Tchernihiv-Kiev (E95) et la H07 (Soumy-Kiev) est un noeud stratégique et une porte d'entrée dans la capitale, immédiatement située en périphérie est. Sa prise est essentielle afin de pénétrer dans la ville et éventuellement l'encercler, tandis que les forces Russes à l'ouest sont mises en échec. Selon l'ISW (Institute for the Study of War), la prise de Brovary permettrait aux Russes de traverser la rivière Desna pour atteindre la rive est du Dnipro, pour ensuite capturer le barrage hydroélectrique de Kiev et réaliser une jonction avec les troupes à l'ouest de la capitale.

## Forces en présence

### Russie
District militaire central
- Forces terrestres russes
  -  2e armée de chars de la Garde
    -  15e brigade de fusiliers motorisés[4]
    -  21e brigade de fusiliers motorisés [4]

  -  41e armée combinée
    -  90e division de chars
      - 6e régiment de chars[5]
      - 239e régiment de chars[5]
      - 288e régiment de missiles anti-aérien

### Ukraine
Forces armées ukrainiennes :
- Armée de terre ukrainienne
  -  72e brigade mécanisée[6]
    - 3e bataillon mécanisée[7]
    - 2e bataillon d'artillerie automoteur
- Force de défense territoriale
  -  112e brigade de défense territoriale[8]
    - 126e bataillon
    - 127e bataillon
    - 128e bataillon

  -  114e brigade de défense territoriale[9]
    - 136e bataillon
- Forces d'opérations spéciales
  -  « SSO AZOV-Kiev »[10]

 GUR
- Bataillon « Fraternité » (uk)[11]
- Unité Kaboul-9 (uk)

 Bataillon Carpates Sitch

## Déroulement de la bataille
Le 3 mars, des premiers éléments de la 21e brigade de fusiliers motorisés entrent dans les frontières administratives de l'oblast de Kiev par la H07 et tentent de se diriger vers Brovary. Ils sont mis en échec une première fois à Rusaniv, à 30km à l'est de Brovary par des éléments de la 72e brigade mécanisée. Au moins deux chars T-72B3 et un véhicule BMP-2 russes sont détruits,.
Quelques kilomètres plus au nord, des unités du 6e régiment de chars de la 90e division de chars russes sont retenus un temps à Bobrovytsia qu'ils parviennent à capturer le 6 mars. Ils continuent leur progression vers Zavorichi (uk) où ils rencontrent une forte résistance ukrainienne perdant au moins deux chars.
Entre le 9 mars et le 10 mars, une colonne de véhicules blindés russes des 6e régiment et 239e régiment de chars s'approchent de Brovary par le nord, le long de l'autoroute M01. Le convoi, composés de chars T-72, de blindés et de pièces d'artillerie telles que des TOS-1 progresse sans couverture d'artillerie ou d'infanterie et est particulièrement vulnérable. Alors que les premiers véhicules entre dans Skybyn (uk) devant Kiev et Brovary, le 3e bataillon de la 72e brigade mécanisée, le 128e bataillon de défense territorial et le bataillon Azov-Kiev leurs tendent une embuscade,. Les ukrainiens engagent l'avant et l'arrière de la colonne pour piéger le reste du convoi au milieu et limiter les manoeuvres des blindés. La tête de colonne russe est frappée par l'artillerie ukrainienne et subit des pertes importantes. Une dizaine de kilomètres plus au nord entre Zalyssia et Bohdanivka, les ukrainiens engagent également la colonne à courte distance à l'aide d'armes antichars NLAW, RPG et d'armes légères. Ayant perdu une quantité importante de combattants et d'équipement, les forces russes se retirent. Durant l'engagement, le commandant russe du 6e régiment, le colonel Andrei Zakharov, est tué,. Au moins neuf chars T-72, deux véhicules BMP-2 et un BTR-802A sont perdus. Certains soldats russes auraient fui à pied dans les bois et les villages voisins. Dans la même journée, des combats continuent autour de Zavorichi durant lesquels, le 6e régiment est contraint d'abandonner plusieurs chars capturés par les ukrainiens. Les images de la colonne bombardée, filmée par des drones ukrainiens feront le tour des médias et des chaînes de télévision,,.
Malgré la retraite de la 90e division de chars de la Garde, de violents combats éclatent dans les villages à l'est du site de l'embuscade, où les combats durent plusieurs jours entre les troupes russes et ukrainiennes.  Les survivants russes de l'embuscade tirent sur des civils dans les villages, les soupçonnant d'aider les défenseurs locaux,.
Le 12 mars, il a été signalé que les troupes russes avaient désactivé le principal centre de communication et de renseignement de l'armée ukrainienne situé à Brovary. Le maire de Brovary, Ihor Sapozhko, a cependant déclaré : « Nous sommes prêts pour eux ». Entre le 12 et le 20 mars, les combats se poursuivent activement dans les secteurs de Mokrets (uk) - Zavorichi et Rusaniv où les Russes sont bloqués. Le 24 mars, les ukrainiens passent à la contre-attaque dans le secteur. De violents affrontements éclatent autour de Lukyanivka (raion de Brovary) (uk) et Peremoha (raion de Brovary) (uk) entre les forces spéciales du bataillon fraternité et la 21e brigade de fusiliers motorisés subit de lourdes pertes dont au moins cinq chars T-72 et BMP-2K. Au cours de la bataille, les deux villages sont libérés par les forces ukrainiennes,.
Le 1er avril, l'Ukraine revendique la reprise des villages de Rudnya, Shevchenkove, Bobryk, Stara Basan, Nova Basan, Makiyivka, Pohreby, Bazhanivka, Volodymyrivka, Shnyakivka, Salne, Sofiyivka et Havrylivka. Le maire de Brovary, Ihor Sapozhko, affirme que les forces russes ont « quasiment quitté » tout le district de Brovary.